# All We Needed
«All We Needed» (с англ. — «Всё, что нам было нужно») — сингл британского исполнителя Крейга Дэвида. Песня была выпущена в виде цифровой загрузки в Великобритании 11 ноября 2016 года компанией Sony Music. Она вошла в его шестой студийный альбом Following My Intuition (2016). «All We Needed» — фортепианная баллада и была выпущена в качестве официального сингла Children in Need 2016. Достигнув 42-го места, она также стала самым низкопоставленным синглом Children In Need за 21 год.

## О песне
11 ноября 2016 года Дэвид объявил, что песня станет официальным синглом Children in Need 2016.

## Список композиций
| №  | Название        | Длительность |
| -- | --------------- | ------------ |
| 1. | «All We Needed» | 3:37         |

## Хит-парады
| Хит-парад (2016)                | Наивысшая строчка |
| ------------------------------- | ----------------- |
| Шотландия (OCC Scotland)        | 13                |
| Великобритания (OCC UK Singles) | 42                |

## История выпусков
| Страна         | Дата           | Формат           | Лейбл | Ref.  |
| -------------- | -------------- | ---------------- | ----- | ----- |
| Великобритания | 11 ноября 2016 | Digital download | Sony  | [ 3 ] |